# 薩巴克特湖
53°36′54″N 58°39′24″E / 53.61500°N 58.65667°E
薩巴克特湖（俄语：Сабакты），是俄羅斯的湖泊，位於該國西南部，由巴什科爾托斯坦共和國負責管轄，長2.12公里、寬1.53公里，面積2.4平方公里，海拔高度167米，平均水深2.8米，最大水深6.0米。